# M/S Baldur
M/S Utö (tidigare Baldur, Eivor, IMO 8712582) är ett finländskt förbindelsefartyg som ägs av rederiet Saariston Meritie Oy, som i sin tur ägs av Archipelago Lines och Kuljetus-Savolainen. Baldur trafikerar i Skärgårdshavet, söderut från Pärnäs i västra Nagu. Rutten går under namnet Utörutten och anlöper Nagus västligaste samt Korpos östligaste och sydligaste öar: Pärnäs–Berghamn–Nötö–Aspö–Jurmo–Utö.
Fartyget byggdes på Island på Thorgeir & Ellert-varvet år 1990. Hon trafikerade fram till år 2006 under namnet Baldur. Hemmahamnen var Stykkisholmur och förbindelsefartygssrutten gick längs Islands nordvästra kust. År 2006 köpte Åborederiet Rosita fartyget och introducerade henne på Utörutten. Sedan början av år 2018 trafikerar Baldur för konsortiet Utön Liikenne och trafiken sköts i praktiken av Saariston Meritie Oy. Vintern 2019–2020 byttes motorn på grund av strängare miljönormer. I samma veva gjorde man en större översyn och bytte namn på fartyget. Man tog tillbaka det gamla namnet Baldur. Den 12 juni 2023 bytte man namn på färjan ytterligare en gång. Efter en större översyn döptes färjan om till m/s Utö.

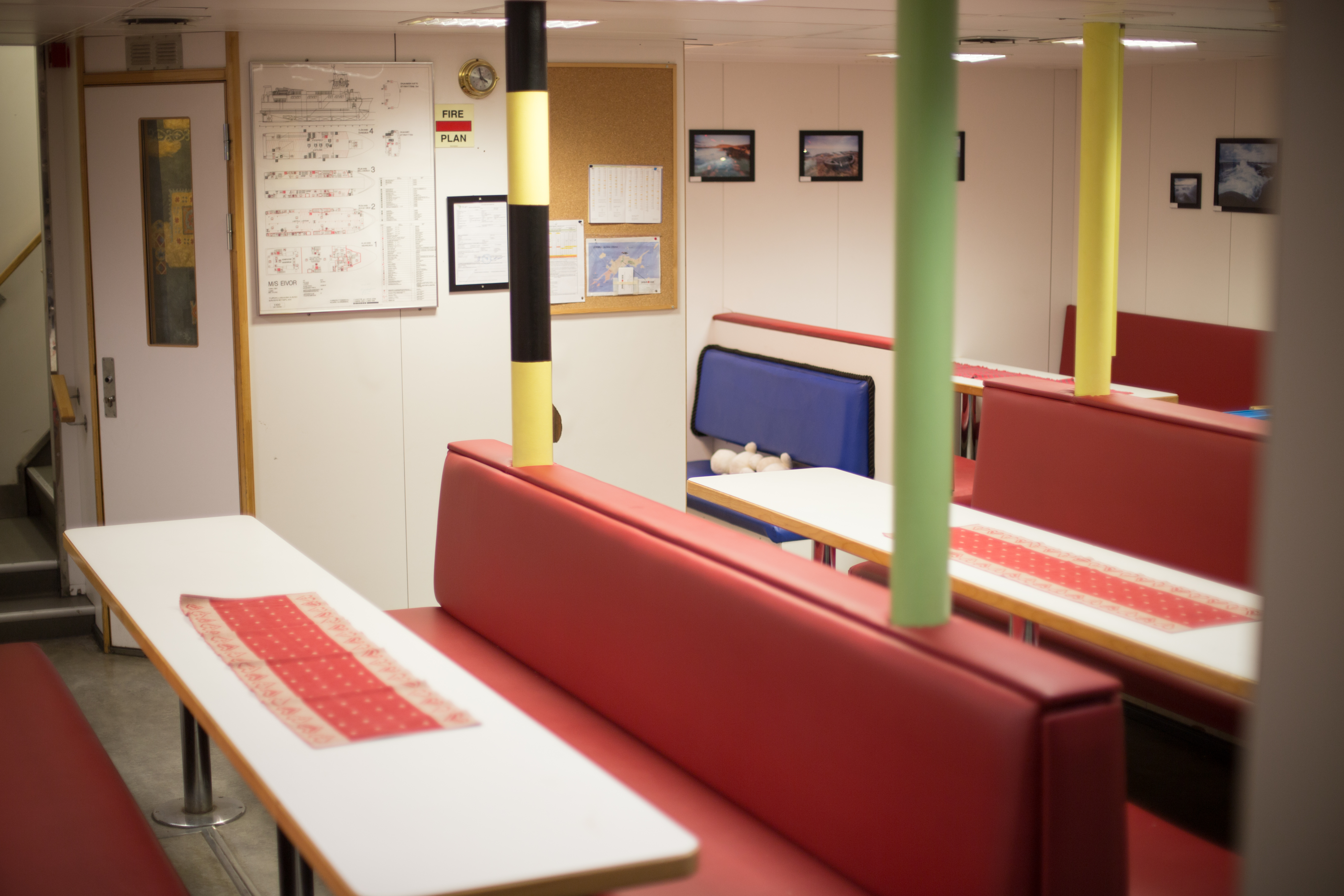
Sittplatser
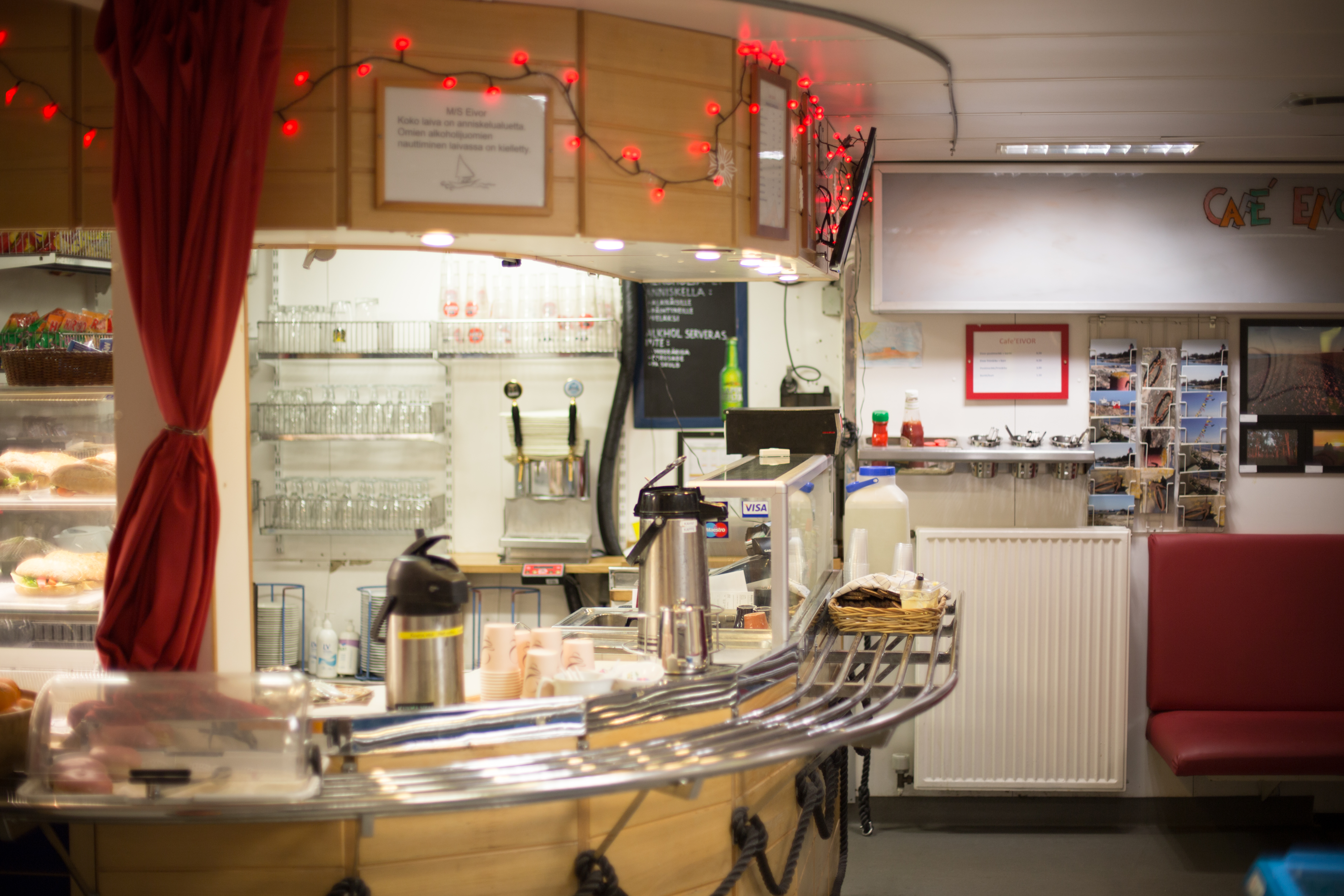
Restaurang